# Fiona Steil-Antoni
Fiona Steil-Antoni (Niederkorn, Luxemburg, 10 januari 1989) is een Luxemburgse schaakster. Naast de Luxemburgse heeft ze ook de Franse nationaliteit. Ze heeft de titel WIM (Woman International Master). Sinds 2002 heeft ze voor Luxemburg meegedaan aan alle Olympiades, in 2010 in de open sectie, alle andere keren in de vrouwensectie. Bij de Olympiade in Turijn in 2006 won ze de gouden bordmedaille aan bord 2.

## Leven
Steil-Antoni leerde schaken van haar vader op haar 9e. Al na 1 jaar werd ze opgenomen in het nationale team. Sindsdien werd ze getraind door GM Vlastimil Jansa.

## Schaakcarrière
Steil-Antoni kwam voor het eerst voor Luxemburg uit tijdens het Wereld Jeugdkampioenschap in Oropesa del Mar (bij Valencia in Spanje) in 2000. In totaal nam ze 6 keer deel aan dit toernooi. Vier keer kwam ze voor Luxemburg uit op het Europees Jeugdkampioenschap en één keer speelde ze het Wereldkampioenschap voor junioren (in 2009 in Puerto Madryn, Argentinië).
Steil-Antoni speelde 8 Olympiades in het Luxemburgse team van 2002 tot 2016. Zeven keer speelde ze bij de vrouwen en één keer in het open toernooi, in 2010 in Khanty-Mansiysk. Op de Olympiade van 2006 in Turijn won ze de gouden bordmedaille aan bord 2 met een score van 10 uit 12. Dit resultaat leverde haar de titel WFM (Women FIDE Master) op.
In het WGM-toernooi in Condom (Gers, Frankrijk) in 2008 eindigde ze op een gedeelde 2 plaats. In 2010 werd haar de titel Woman International Master (WIM) toegekend voor haar resultaten op de Schaakolympiade in Turijn (2006), het Wereld Jeugdkampioenschap van 2007, het Open toernooi in Vandœuvre-lès-Nancy, 2008, en het toernooi in Condom (Gers) in 2008.
Ze werd diverse keren Luxemburgs kampioen bij de vrouwen en werd tweede in het Klaksvik Open 2010, het Uxbridge e2e4 Autumn Women’s International 2010 en het Mulhouse WIM 2012. In 2009 en 2013 vertegenwoordigde ze Luxemburg in het Teamkampioenschap voor Kleine Landen, waarbij ze in 2009 de bronzen teammedaille won in Andorra la Vella. In 2011 speelde ze voor Luxemburg in het open Europees Schaakkampioenschap voor landenteams in het Griekse Porto Carras. 
In Gibraltar won ze in 2011 het Snelschaakkampioenschap voor tweetallen, samen met IM Tom Weber.

## Journalist
Steil-Antoni is ook actief als commentator en schaakjournalist. Ze verzorgt regelmatig online live commentaar bij grote toernooien en maakt interviews. In 2018 was ze medewerkster van de persdienst van Tata Steel Chess in Wijk aan Zee, waar ze o.a. namens de organisatie interviews maakte met de spelers van de topgroepen.